# 二子岳武
二子岳武，（1943年11月15日—），原名山中武，日本青森縣北津輕郡金木町（現在五所川原市）出身的前大相撲力士。身高178cm、體重113kg。所尋相撲部屋是二子山部屋（入門時花籠部屋)。最高位置西小結（1967年11月場所、1968年3月場所、5月場所）。
他在1961年開始專業相撲生涯，他於1961年1月首次亮相，並於1967年1月進入幕內級別。他的最高級別是小結。他於1976年9月退休，成為日本相撲協會的年寄，襲名荒璣。1993年他從二子山部屋分家成立自己的荒磯部屋。當2008年11月，二子岳達到65歲的法定退休年齡時，荒磯部屋結束(名跡由稀勢之里寬繈承)。